# Буджак (Україна)
Буджа́к (у минулому — Село № 1, Бородіно́; крим. Bucak) — селище в Болградському районі Одеської області. Адміністративний центр Бородінської селищної громади Болградського району. За 12 км на північний схід від залізничної станції Березине, на шляху Бендери—Ізмаїл.

## Історія
Засноване на початку 19 століття німецькими колоністами.
Назване на честь перемоги російських військ над французькою армією Наполеона І в Бородінській битві під Москвою.
За даними 1859 року у німецькій колонії Аккерманського повіту Бессарабської області мешкало 1618 осіб (812 чоловічої статі та 806 — жіночої), налічувалось 149 дворових господарств, існувала лютеранська церква та сільське училище.
Станом на 1886 рік у колонії Клястицької волості мешкало 2903 особи, налічувалось 151 дворове господарство, існували лютеранський молитовний будинок, школа, поштова станція та лавка.
За переписом 1897 року кількість мешканців зросла до 2027 осіб (1014 чоловічої статі та 1013 — жіночої), з яких 1947 — лютеранської віри.
У 1912 році поблизу селища було знайдено Бородінський скарб, що складається із золотих, срібних, бронзових виробів, має рідкісні породу нефриту і тальку. Він датується 2 тис. р. до н.е.
22 квітня 1941 року село Бородіно передане з Тарутинського району до Манзирського, райцентр перенесений з Манзиру до Бородіно і район перейменований на Бородінський.
У роки Другої світової війни 157 жителів Бородіно брали участь у боях з нацистськими окупантами, 58 з них загинули.
30 грудня 1962 р. Бородінський район ліквідований і Бородіно увійшло до складу Тарутинського району Одеської області.
У липні 1995 Кабінет Міністрів України ухвалив рішення про приватизацію Бородінського колгоспу.
19 липня 2020 року, в результаті адміністративно-територіальної реформи і ліквідації Тарутинського району, селище увійшло до складу новоутвореного Болградського району.
19 вересня 2024 року Верховна Рада підтримала перейменування селища Бородіно на Буджак. 26 вересня 2024 року перейменування набуло чинності.

## Сучасний стан
Від Бессарабського до селища можна дістатися автошляхом Т 1644.
У Буджаці є промисловий і харчокомбінат, інкубаторна станція, лісництво, РТС, середня школа, дитячий садок "Сонечко", будинок культури, 2 бібліотеки. В районі — посіви озимої пшениці, кукурудзи; виноградники, сади.

## Населення

### Мова
Розподіл населення за рідною мовою за даними перепису 2001 року:
| Мова            | Кількість | Відсоток |
| --------------- | --------- | -------- |
| російська       | 934       | 51.04%   |
| українська      | 383       | 20.93%   |
| болгарська      | 255       | 13.93%   |
| румунська       | 213       | 11.64%   |
| гагаузька       | 26        | 1.42%    |
| німецька        | 8         | 0.44%    |
| білоруська      | 6         | 0.33%    |
| інші/не вказали | 5         | 0.27%    |
| Усього          | 1830      | 100%     |

## Постаті
- Стоянов Юрій Миколайович — російський актор театру і кіно.
- Черкасов Вадим Віталійович (* 1995) — солдат Збройних сил України, учасник російсько-української війни.